# Joey McIntyre
Joseph Mulrey McIntyre (* 31. prosince 1972, Needham) je americký zpěvák, skladatel a herec. Je nejlépe známý jako nejmladší člen chlapecké skupiny New Kids on the Block. Jako sólový umělec prodal na celém světě více než 1 milionů nahrávek. V roce 1985, těsně před svými 13. narozeninami, nastoupil do New Kids on the Block a nahradil Marka Wahlberga. Po rozdělení kapely v roce 1994, McIntyre, který nebyl schopný najít smlouvu o nahrávání, použil své vlastní peníze k nahrání svého prvního sólového alba Stay The Same a prodal je na svých webových stránkách. 15. dubna 2013 McIntyre soutěžil v bostonském maratonu, ve kterém běžel s cílem zvýšit povědomí o Alzheimerově chorobě na počest své matky, která pak 30. listopadu 2014 prohrála svou bitvu s touto nemocí. Skončil s časem 3 hodiny a 57 minut, jen několik minut předtím, než neznámá bomba explodovala a zabila tři lidi a zranila mnoho dalších. Je nejmladší z devíti dětí.